# Мушел (царь)
Муше́л (грабар Մուշեղ; † 984) — армянский царь Карса (962—984), представитель династии Багратидов, сын Абаса I и брат Ашота III.
Получил царский титул и земли вокруг Карса тогда, когда Ашот III перенёс столицу в Ани. В 974 году во время похода Иоанна Цимисхия в Тарон, направил свои войска во главе с наследником в общеармянские силы, после столкновения с которыми византийский император отказался от дальнейших военных действий
После смерти брата в 977 году Мушел начал претендовать на его трон, вступив в военный конфликт со своим племянником Смбатом II. Когда Смбат начал одерживать верх, Мушел обратился за помощью к Давиду III Куропалату, который был вассалом Византийской империи. Не желая ссориться с Византией, Смбат заключил с дядей мир.
Мушел умер в 984 году, имея лишь одного сына — Абаса.